# 京橋川
京橋川（きょうばしがわ）は、太田川水系の分流で広島県広島市の市街地東部を流れる河川。太田川が形成する広島デルタの6河川のうちの1つで東から2番目を流れる。

## 地理
広島県広島市東区牛田本町で旧太田川から分岐し、JR広島駅付近で猿猴川を分けたあと、広島湾に流れる。東区牛田にあった神田八幡宮周辺では神田川と呼ばれていた。京橋川の名称は猿猴川との分岐点よりやや下流に架けられている京橋に由来する。

## 特徴
中流域右岸には、さまざまな造りの雁木が約20mおきに残っている。現在判明している限りにおいて、全国最大の河川舟運用の雁木群である。2008年土木学会選奨土木遺産に登録された。
またその付近は、2004年から水辺の環境を活かしてオープンカフェが整備されている。

## 橋梁
上流より記載。
| 施設名                            | 種類 | 路線名                                                            | 備考                   | 備考 | 備考 | 備考 | 備考 |  |
| 施設名                            | 種類 | 路線名                                                            |                        | 1    | 2    | 3    | 4    |  |
| --------------------------------- | ---- | ----------------------------------------------------------------- | ---------------------- | ---- | ---- | ---- | ---- |  |
| 新こうへい橋 アストラムライン高架 | 鋼橋 | 国道54号（祇園新道）                                              |                        |      |      |      | ○    |  |
| 工兵橋                            | 吊橋 | 広島市道東4区156号線                                              | 歩行者専用             | ○    |      |      | ○    |  |
| 牛田大橋                          | PC橋 | 広島県道37号広島三次線                                            |                        |      |      |      | ○    |  |
| 神田橋                            | PC橋 | 広島市道東4区2号線                                                | 「神田神社」に由来     | ○    |      | ☓    | ○    |  |
|                                   |      | JR山陽新幹線                                                      |                        |      |      |      | ○    |  |
|                                   |      | JR山陽本線                                                        |                        | ○    |      |      | ○    |  |
| 常盤橋                            | 鋼橋 | 広島県道37号広島三次線および 広島県道84号東海田広島線（城北通り） |                        | ○    |      |      | ○    |  |
| 栄橋                              | RC橋 | 広島市道南1区6号線                                                | 被爆橋梁               | ○    |      |      |      |  |
| 上柳橋                            | PC橋 | 広島市道中広宇品線（駅南通り）                                    |                        |      |      |      | ○    |  |
| 京橋                              | 鋼橋 | 広島市道南3区7号線                                                | 旧西国街道。被爆橋梁。 | ○    |      |      |      |  |
| 稲荷大橋                          | 鋼橋 | 広島県道164号広島海田線 および広島電鉄本線との併用                | 旧「稲荷鉄橋」         | ○    |      |      | ○    |  |
| 柳橋                              | 鋼橋 | 広島市道南3区14号線                                               | 歩行者専用             | ○    | ☓    |      | ○    |  |
| 東広島橋                          | PC橋 | 広島市道駅前吉島線（駅前通り）                                    |                        |      |      |      | ○    |  |
| 鶴見橋                            | 鋼橋 | 広島市道比治山庚午線（平和大通り）                                | 元々は歩行者専用       | ○    |      |      | ○    |  |
| 比治山橋                          | RC橋 | 広島県道37号広島三次線                                            | 被爆橋梁               | ○    |      |      |      |  |
| 平野橋                            | 鋼橋 | 国道2号（新広島バイパス）                                         |                        |      |      |      | ○    |  |
| 御幸橋                            | 鋼橋 | 広島県道243号広島港線 および広島電鉄宇品線との併用                | 旧「御幸鉄橋」         | ○    |      |      | ○    |  |
| 宇品橋                            | 鋼橋 | 広島市道鷹野橋宇品線                                              |                        |      |      |      | ○    |  |

- 備考欄について
  - 1：戦前からある橋に○
  - 2：1945年8月6日広島市への原子爆弾投下により落橋したものに☓
  - 3：1945年9月枕崎台風あるいは同年10月阿久根台風により落橋あるいは不通となったものに☓
  - 4：戦後に架橋あるいは再架橋したものに○